# Refuge de l’Envers des Aiguilles
Das Refuge de l’Envers des Aiguilles ist eine Schutzhütte der Sektion Chamonix-Mont-Blanc des Club Alpin Français in Frankreich im Département Haute-Savoie in der Region Auvergne-Rhône-Alpes im Mont-Blanc-Massiv.